# 132ª Brigata corazzata "Manin"
La 132ª Brigata corazzata "Manin" è stata una Grande Unità dell'Esercito italiano.

## Storia
La Brigata fu costituita nell'ottobre del 1975 e posta a difesa della Soglia di Gorizia contro un'ipotetica invasione del Patto di Varsavia. Dislocata nel Friuli-Venezia Giulia aveva il suo comando a Aviano ed era inserita nella Divisione corazzata "Ariete", con la 32ª Brigata corazzata "Mameli" e la "Garibaldi", appartenenti al 5º Corpo d'Armata di Vittorio Veneto.
La Brigata che aveva una forza complessiva di 3.381 uomini (214 ufficiali, 516 sottufficiali e 2.651 soldati di truppa) prendeva il nome in onore del patriota Daniele Manin, eroe nella difesa della Repubblica di San Marco e morto in esilio a Parigi.
La "Manin" è stata impegnata in operazioni civili, come il soccorso delle popolazioni terremotate in Friuli nel 1976 e in Irpinia nel 1980.
Fu sciolta nel 1986 in seguito alla riorganizzazione dell'Esercito italiano che prevedeva l'abolizione del livello divisionale e trasformata così in 132ª Brigata corazzata "Ariete".

## Reparti
- Reparto Comando e Trasmissioni stanziato a Aviano
- 27º Battaglione bersaglieri “Jamiano” stanziato a Aviano
- 8º Battaglione carri “M.O.Secchiaroli” stanziato a Aviano
- 10º Battaglione carri “M.O.Bruno” stanziato a Aviano
- 20º Gruppo artiglieria da campagna semovente “Piave” stanziato a Maniago
- Battaglione logistico “Manin” stanziato a Maniago
- Compagnia controcarri “Manin” stanziata a Aviano
- Compagnia genio pionieri “Manin” stanziata a Maniago